# Xylophanes loelia
Xylophanes loelia är en fjärilsart som beskrevs av Druce 1892. Xylophanes loelia ingår i släktet Xylophanes och familjen svärmare. Inga underarter finns listade i Catalogue of Life.

## Bildgalleri

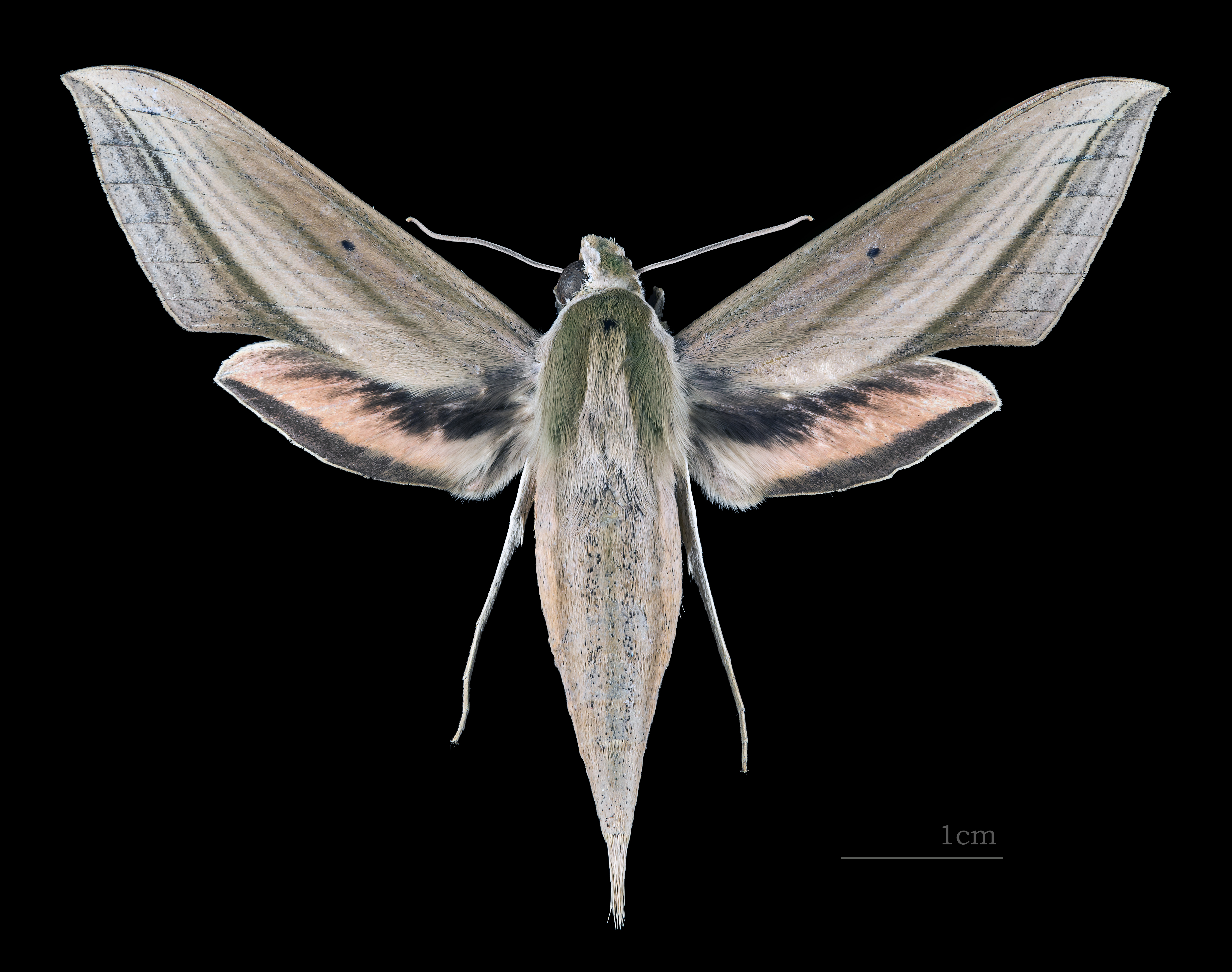
Xylophanes loelia  ♀
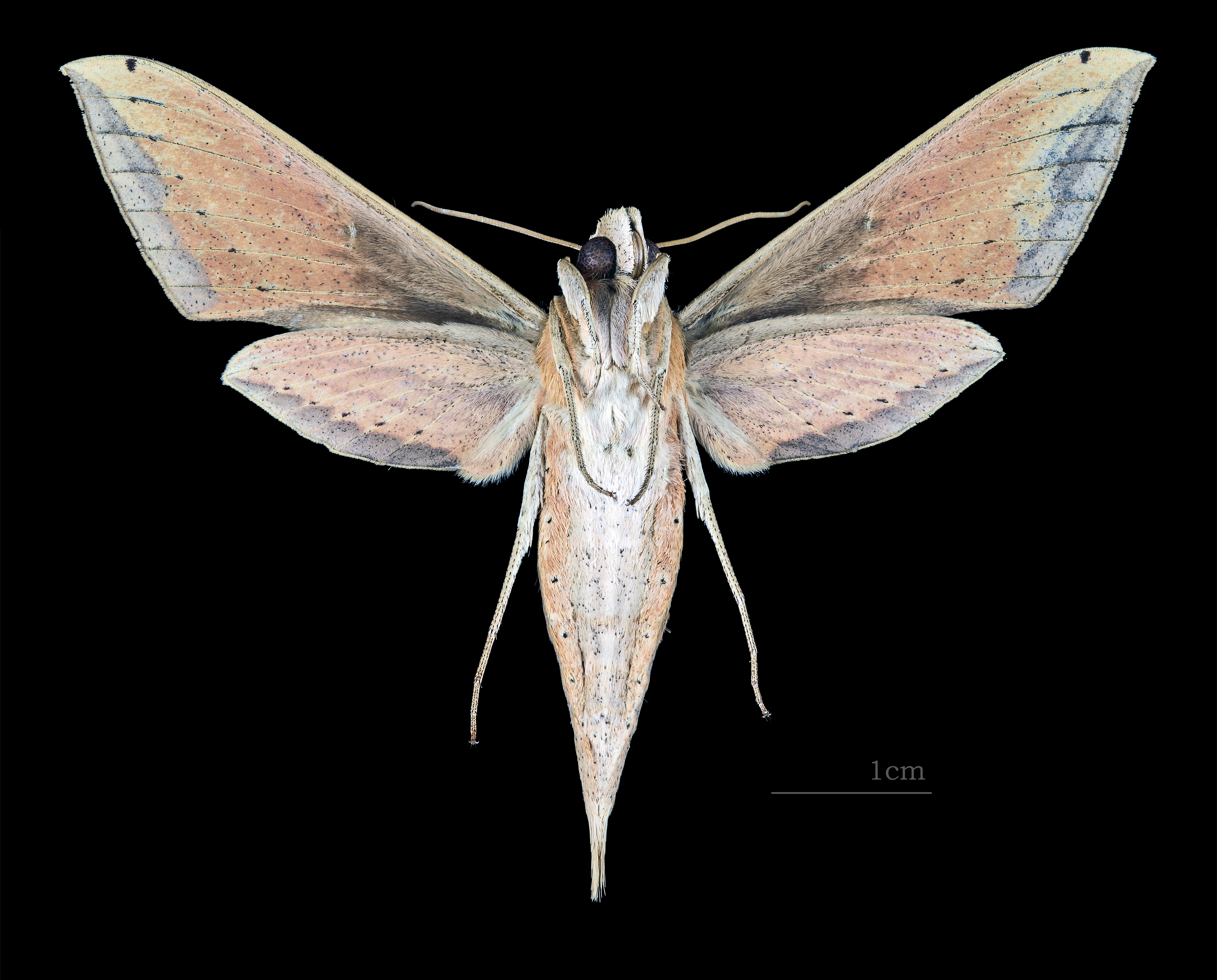
Xylophanes loelia  ♀ △